# Kloster Frauental

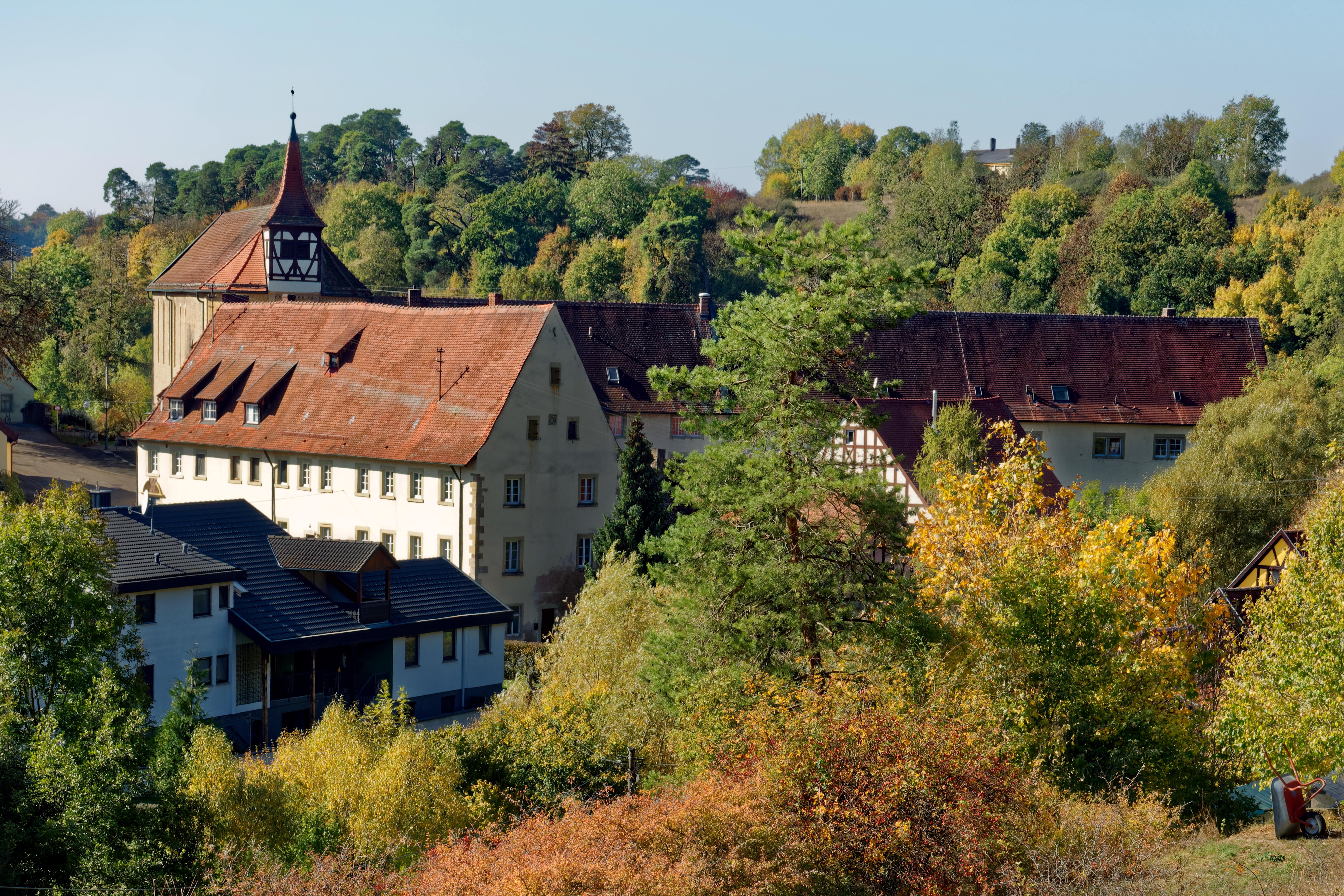
Kloster Frauental

Das Kloster Frauental war eine Zisterzienserinnenabtei in Frauental bei Creglingen. Ein großer Teil der Gebäude wurde im Bauernkrieg zerstört. Heute sind nur noch der Südflügel des Konvents erhalten, in dem sich heute ein Modellprojekt für Jugendstrafvollzug in freien Formen (das Projekt Chance) befindet, sowie die Klosterkirche im Architekturstil der Übergangszeit von der Romanik zur Gotik.

## Ehemalige Klosterkirche
Das Kirchengebäude wurde im 20. Jahrhundert umfassend renoviert. Der eigentliche Gottesdienstraum befindet sich in der „Oberkirche“ im einschiffigen, 34 Meter langen und acht Meter breiten Langhaus. Darin sind drei spätgotische Heiligenfiguren ausgestellt. Auf der vormaligen Nonnenempore ist heute ein Museum zur Geschichte des ehemals selbständigen Ortes Frauental untergebracht.

In der „Unterkirche“ darunter befand sich die Grablege der Herren von Hohenlohe-Brauneck. In dieser Gruftkirche mit Kreuzrippengewölbe sind über dem Altarbogen einige Fresken erhalten, die bei Renovierungsarbeiten 1962 entdeckt wurden und Jesus und die zwölf Apostel zeigen. Ein Kuriosum der Kirche sind zwei durch natürliche Einflüsse mumifizierte Leichname aus dem 18. Jahrhundert.

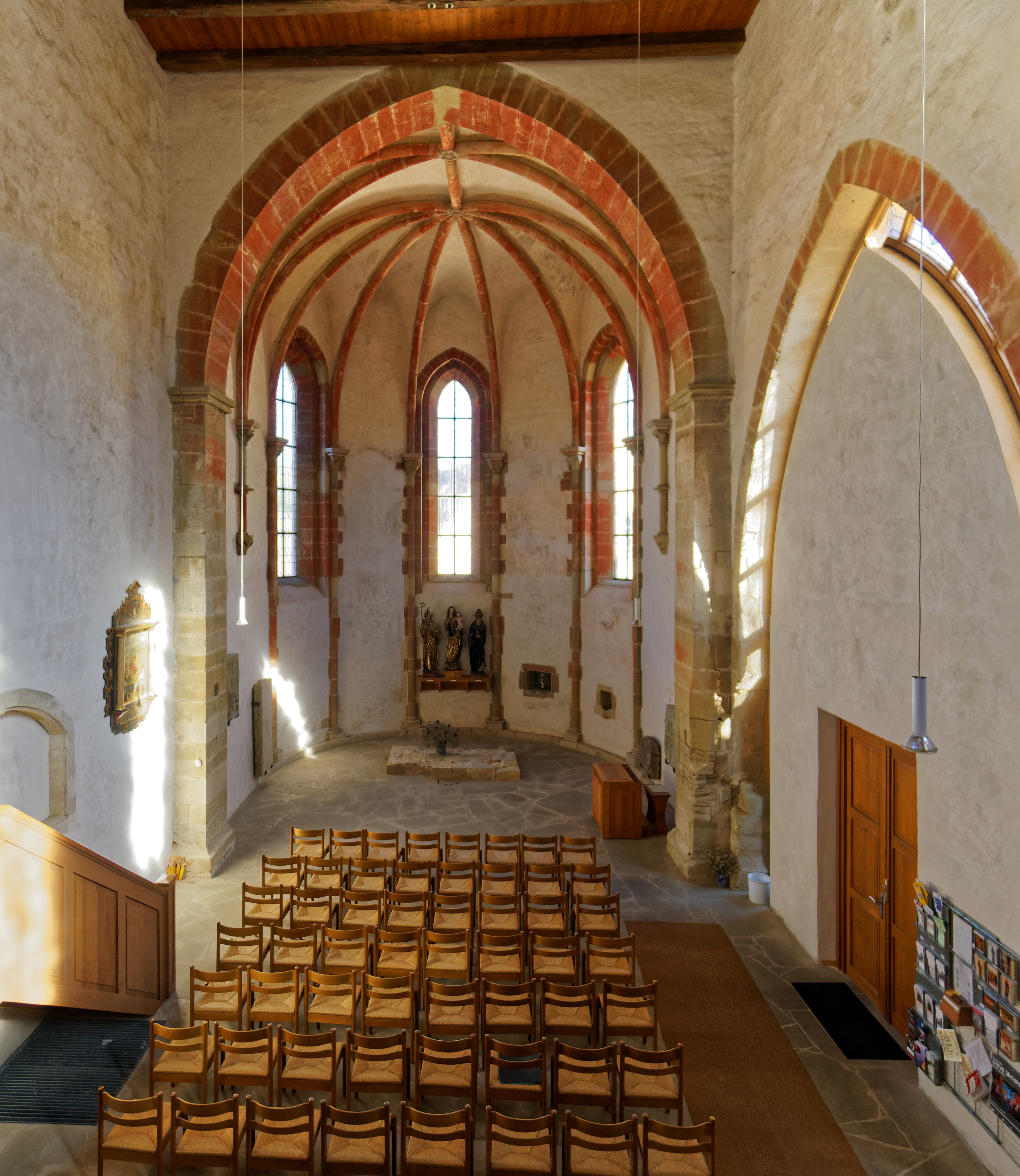
Blick zum Chor
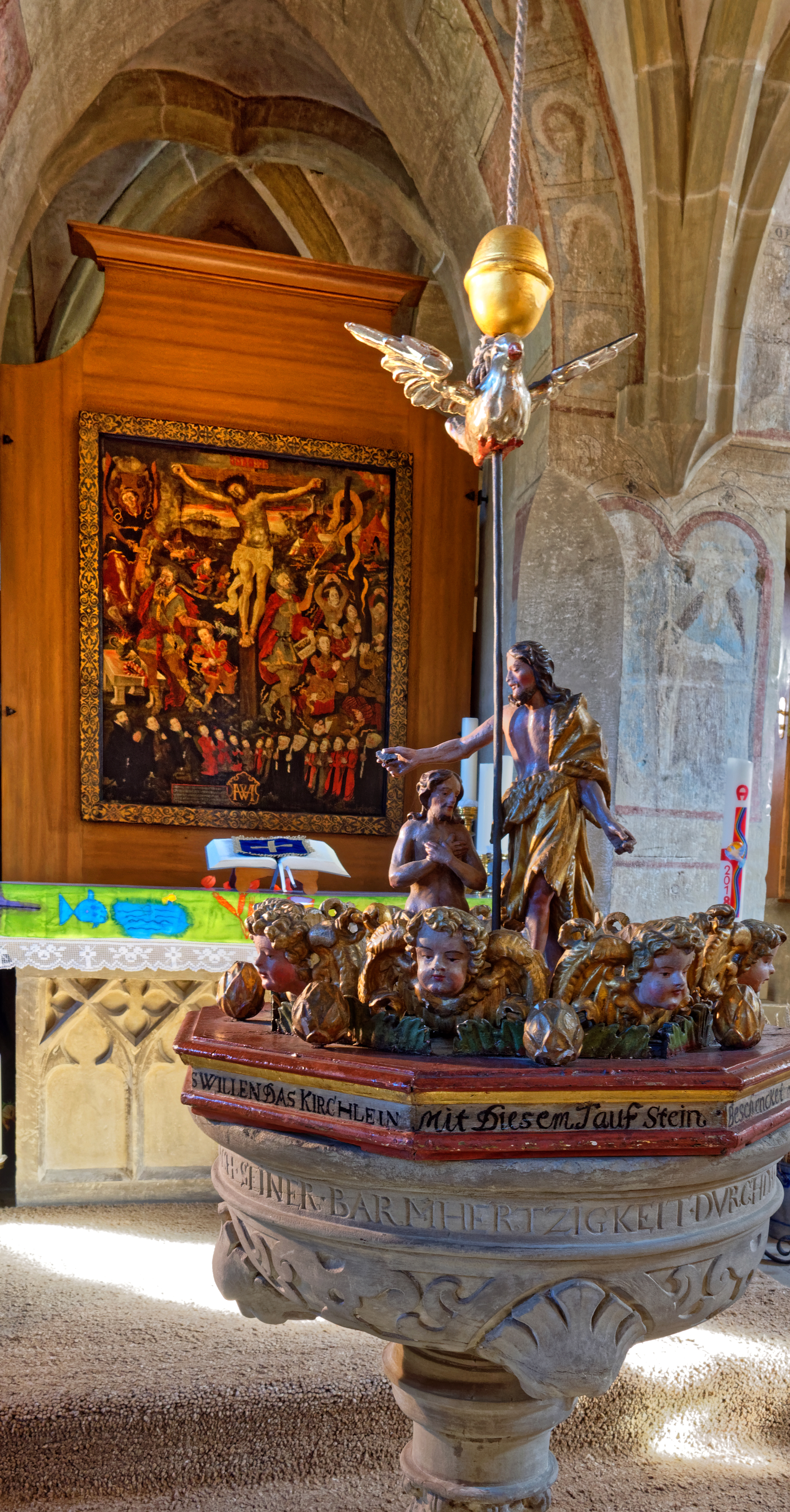
Taufstein und Altar in der Unterkirche
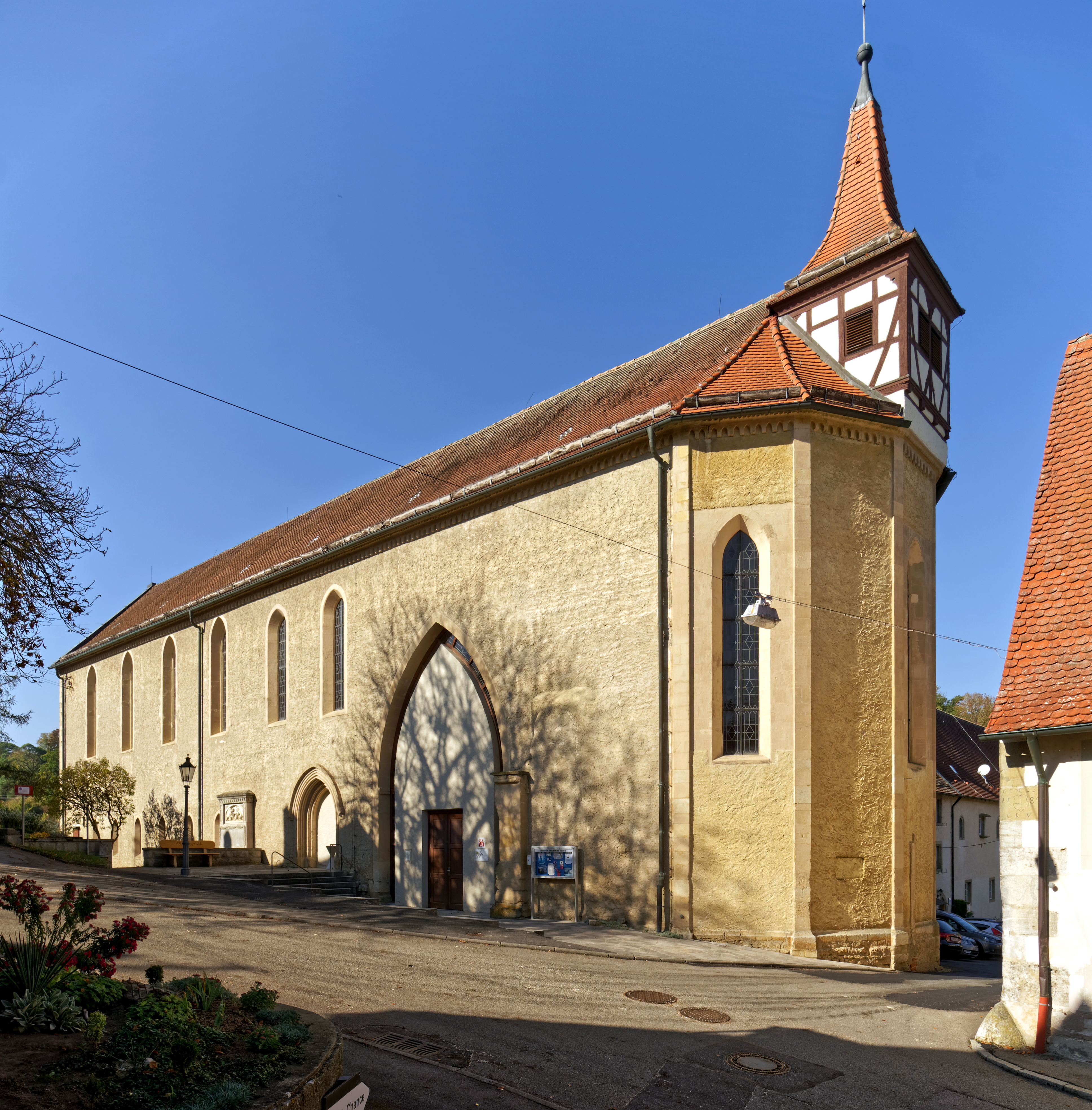
Das Kirchengebäude
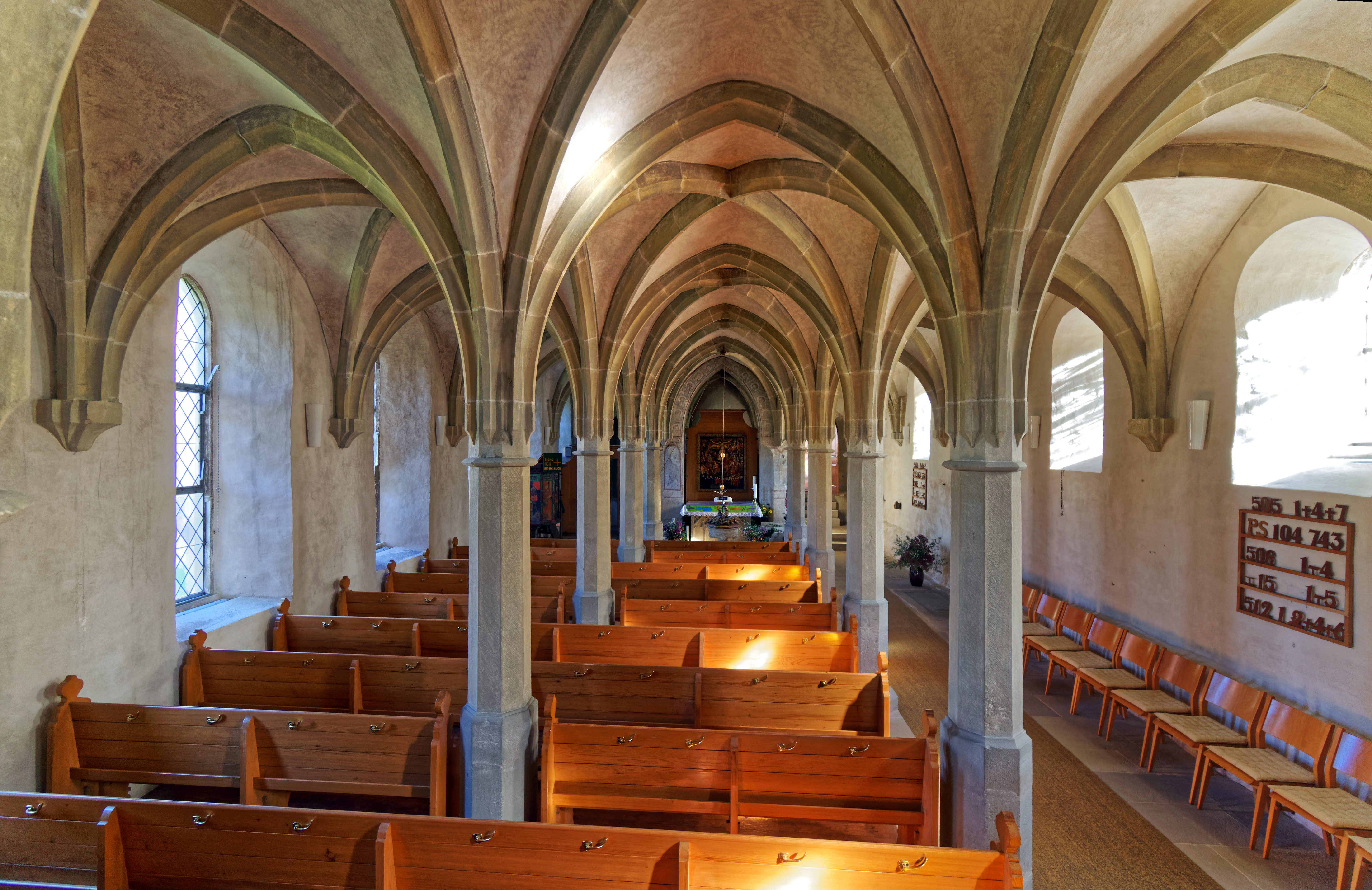
Die Unterkirche

## Geschichte
Das Nonnenkloster wurde 1232 von Gottfried und Konrad von Hohenlohe gestiftet. Letzterer war auf der nahe gelegenen Burg Brauneck ansässig. Das Kloster umfasste zu seiner Gründungszeit etwa 600 Hektar Land. Die Ländereien wurden später noch erweitert. Nach dem Aussterben der Adelslinie 1390 kam das Kloster in den Besitz der Markgrafen zu Brandenburg-Ansbach. Im Verlauf des Bauernkriegs wurde das Kloster im Mai 1525 von Bauern mehrfach geplündert und in Brand gesteckt. Der größte Teil des Klosters einschließlich des Hochaltars der Klosterkirche wurde dabei zerstört. 1548 wurde Frauental säkularisiert.

Das Museum vom Kloster zum Dorf auf der Empore der Klosterkirche
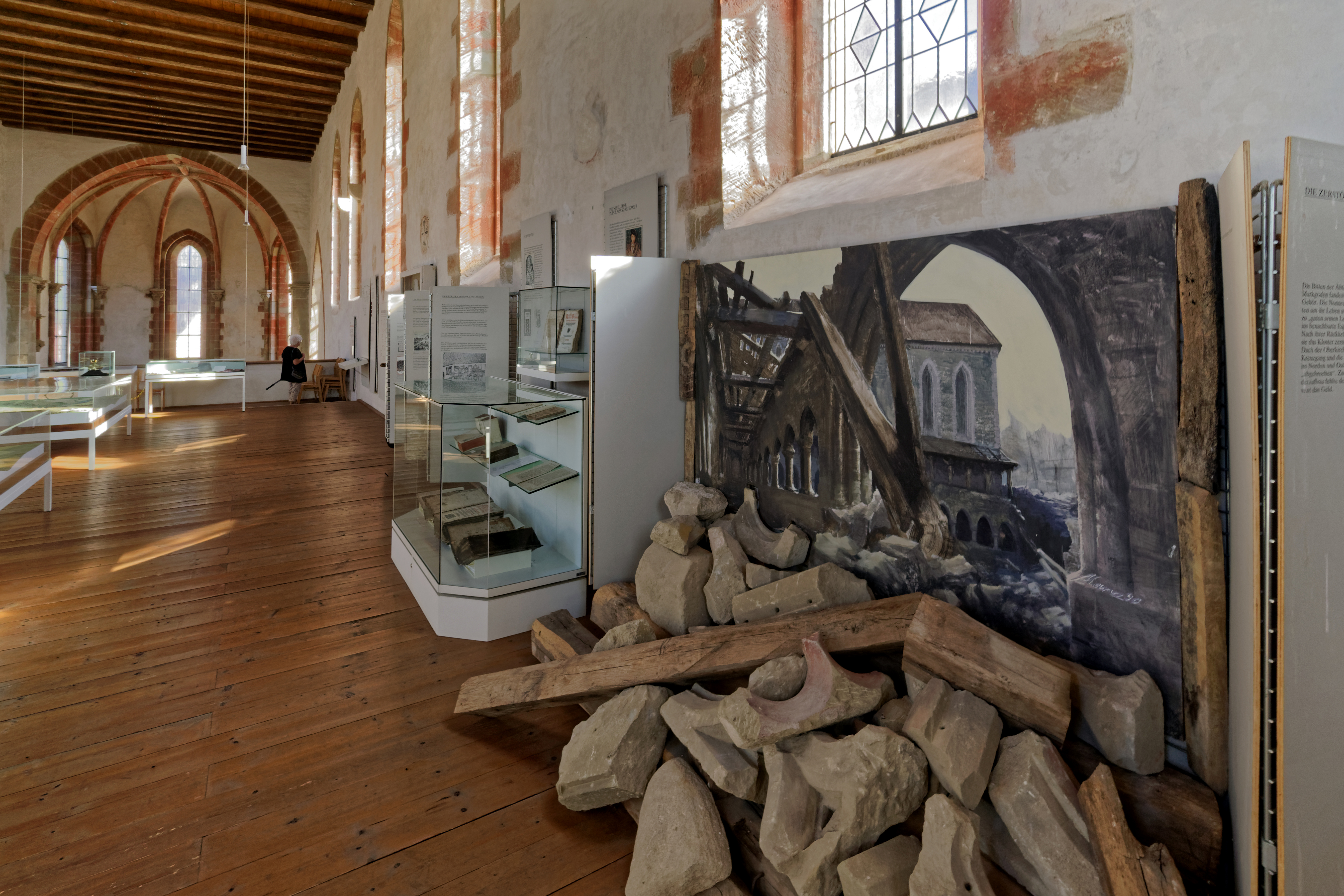
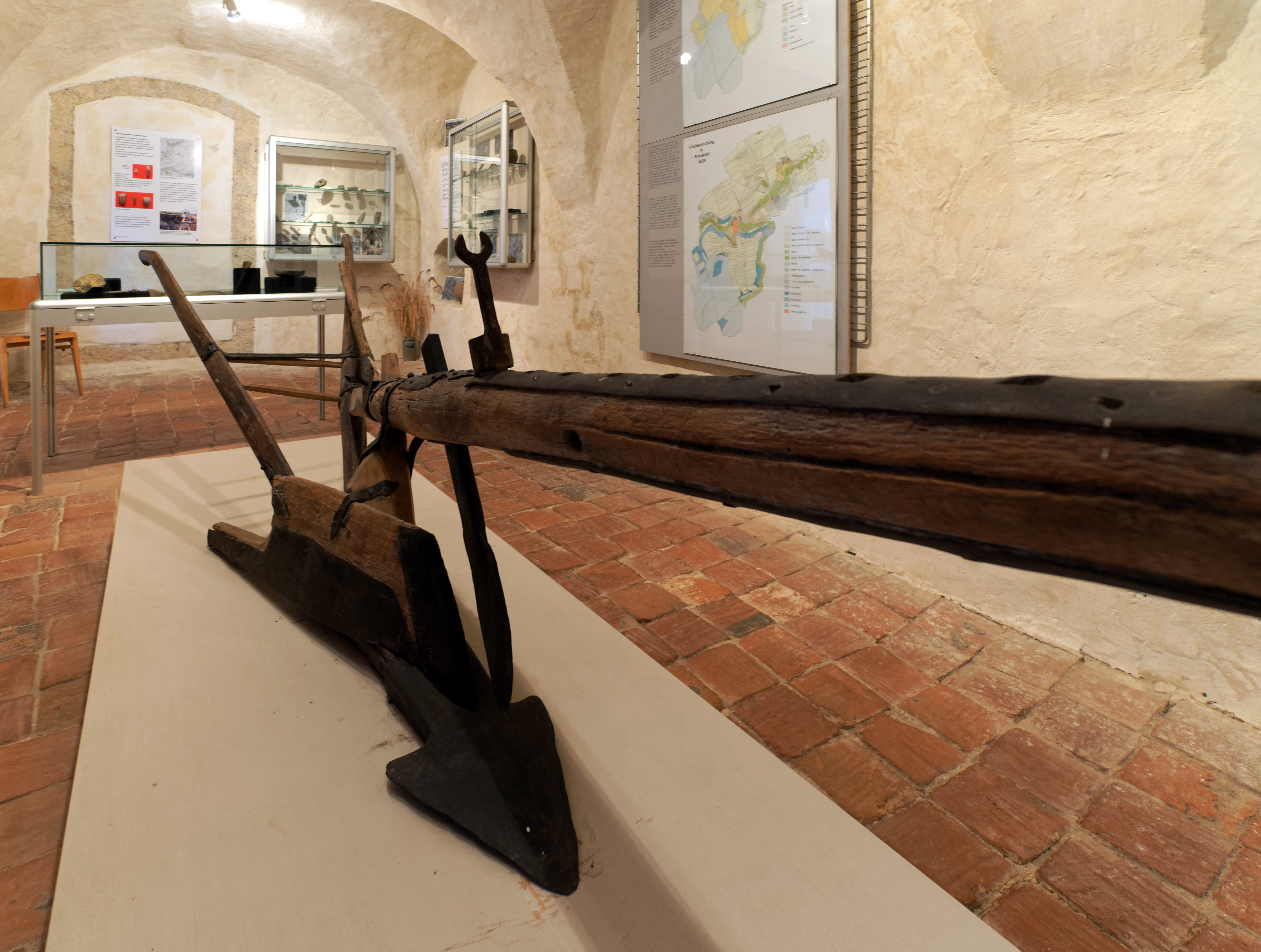
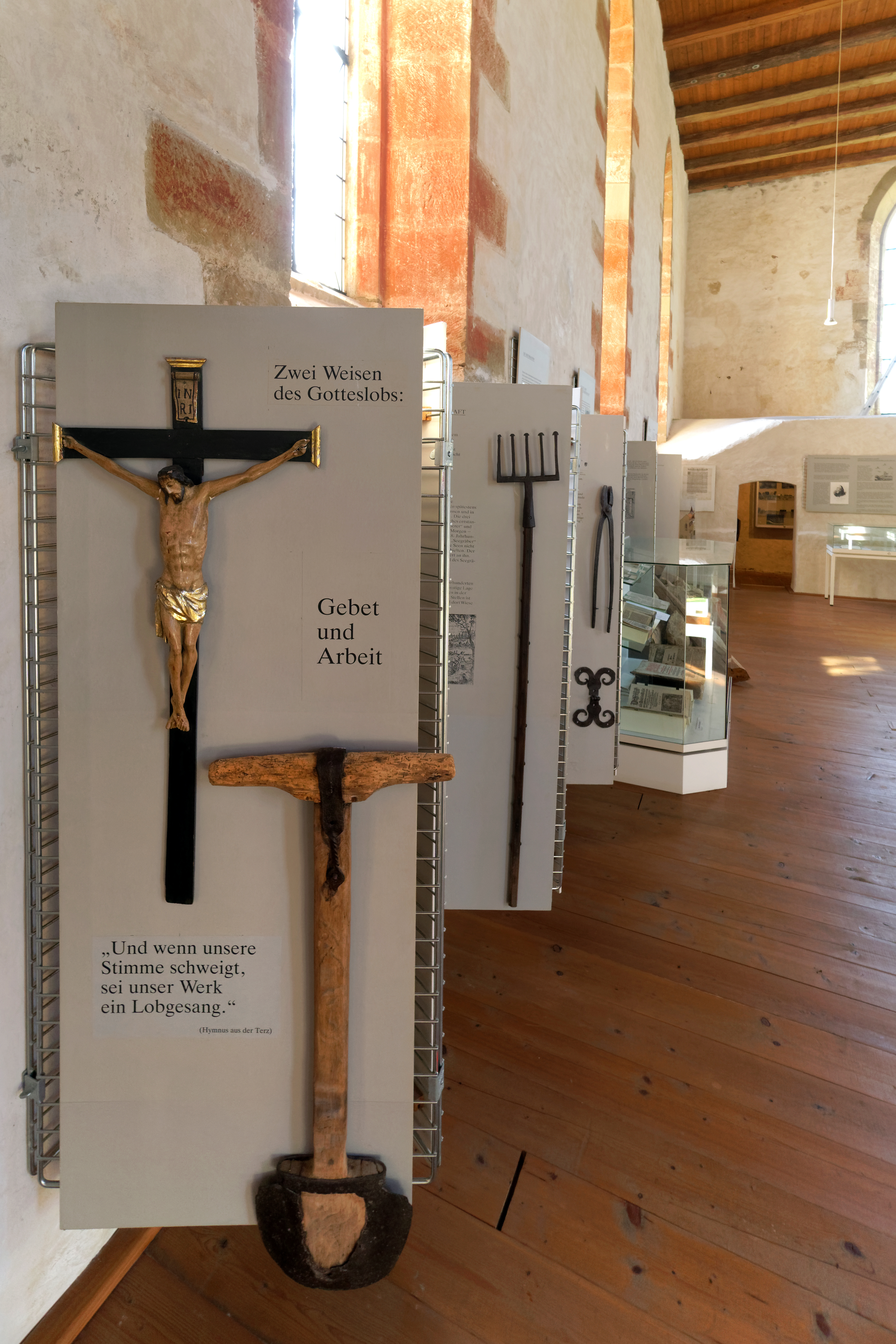
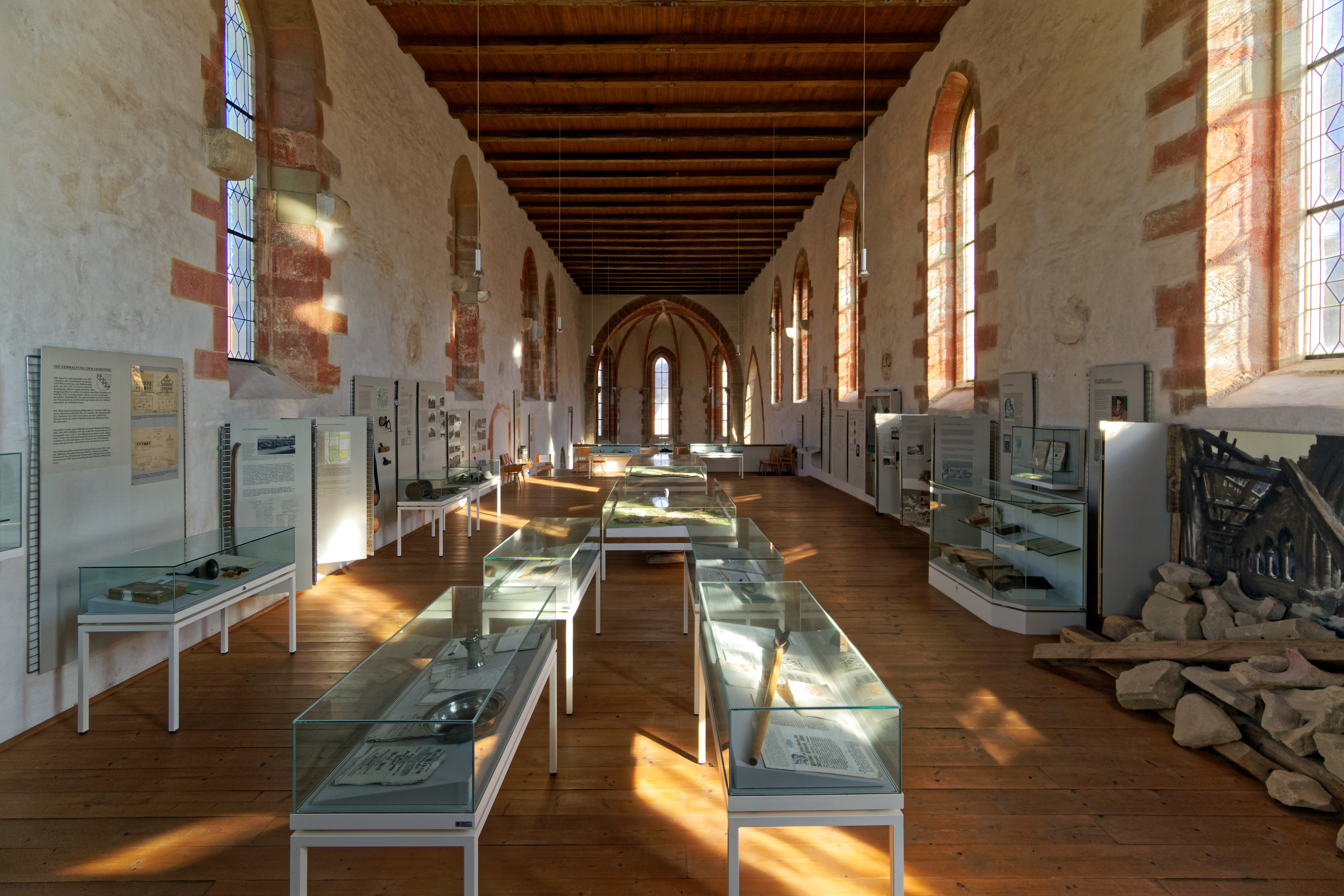